# Indian Wells Open 2017 - Qualificazioni singolare femminile
Le qualificazioni del singolare femminile dell'Indian Wells Open 2017 sono state un torneo di tennis preliminare per accedere alla fase finale della manifestazione. Le vincitrici dell'ultimo turno sono entrate di diritto nel tabellone principale. In caso di ritiro di una o più giocatrici aventi diritto a giocare nel tabellone principale, a queste sono subentrate le lucky loser, ossia le giocatrici che hanno perso nell'ultimo turno di qualificazione ma che avevano una classifica più alta rispetto alle altre partecipanti che avevano comunque perso nel turno finale.

## Teste di serie
1. Peng Shuai (qualificata)
2. Carina Witthöft (primo turno)
3. Elise Mertens (primo turno)
4. Duan Yingying (primo turno)
5. Mandy Minella (qualificata)
6. Natalia Vikhlyantseva (primo turno)
7. Evgenija Rodina (ultimo turno, Lucky loser)
8. Maria Sakkarī (ultimo turno)
9. Risa Ozaki (qualificata)
10. Varvara Lepchenko (qualificata)
11. Magda Linette (qualificata)
12. Julia Boserup (ultimo turno)

1. Mona Barthel (qualificata)
2. Patricia Maria Tig (qualificata)
3. Sara Sorribes Tormo (qualificata)
4. Tatjana Maria (qualificata)
5. Naomi Broady (primo turno)
6. Nao Hibino (ultimo turno)
7. Anett Kontaveit (qualificata)
8. Marina Eraković (primo turno)
9. Mariana Duque Mariño (qualificata)
10. Aljaksandra Sasnovič (primo turno)
11. Kateryna Kozlova (primo turno)
12. Rebecca Šramková (primo turno)

## Qualificate
1. Peng Shuai
2. Anett Kontaveit
3. Tatjana Maria
4. Francesca Schiavone
5. Mandy Minella
6. Sara Sorribes Tormo

1. Mona Barthel
2. Mariana Duque Mariño
3. Risa Ozaki
4. Varvara Lepchenko
5. Magda Linette
6. Patricia Maria Tig

### Lucky loser
1. Evgenija Rodina

## Tabellone

### Legenda
| - Q = Qualificato - WC = Wild card - LL = Lucky loser | - ALT = Alternate - SE = Special Exempt - PR = Protected Ranking | - w/o = Walkover - r = Ritirato - d = Squalificato |

### Sezione 1
|  | Primo turno | Primo turno         | Primo turno         | Primo turno | Primo turno |  |  | Ultimo turno | Ultimo turno | Ultimo turno | Ultimo turno | Ultimo turno |  |
|  |             |                     |                     |             |             |  |  |              |              |              |              |              |  |
|  | 1           | Peng Shuai          | Peng Shuai          | 6           | 7           |  |  |              |              |              |              |              |  |
|  |             | Alison Van Uytvanck | Alison Van Uytvanck | 2           | 62          |  |  | 1            | Peng Shuai   | Peng Shuai   | 6            | 6            |  |
|  |             | Jamie Loeb          | 6                   | 67          | 6           |  |  |              | Jamie Loeb   | Jamie Loeb   | 1            | 3            |  |
|  | 20          | Marina Eraković     | 4                   | 7           | 1           |  |  |              |              |              |              |              |  |

### Sezione 2
|  | Primo turno | Primo turno       | Primo turno       | Primo turno | Primo turno |  |  | Ultimo turno | Ultimo turno      | Ultimo turno      | Ultimo turno | Ultimo turno |  |
|  |             |                   |                   |             |             |  |  |              |                   |                   |              |              |  |
|  | 2           | Carina Witthöft   | Carina Witthöft   | 4           | 3           |  |  |              |                   |                   |              |              |  |
|  |             | Sesil Karatančeva | Sesil Karatančeva | 6           | 6           |  |  |              | Sesil Karatančeva | Sesil Karatančeva | 1            | 2            |  |
|  | WC          | Claire Liu        | Claire Liu        | 2           | 1           |  |  | 19           | Anett Kontaveit   | Anett Kontaveit   | 6            | 6            |  |
|  | 19          | Anett Kontaveit   | Anett Kontaveit   | 6           | 6           |  |  |              |                   |                   |              |              |  |

### Sezione 3
|  | Primo turno | Primo turno       | Primo turno | Primo turno | Primo turno |  |  | Ultimo turno | Ultimo turno   | Ultimo turno   | Ultimo turno | Ultimo turno |  |
|  |             |                   |             |             |             |  |  |              |                |                |              |              |  |
|  | 3           | Elise Mertens     | 2           | 6           | 64          |  |  |              |                |                |              |              |  |
|  |             | Sachia Vickery    | 6           | 2           | 7           |  |  |              | Sachia Vickery | Sachia Vickery | 2            | 2            |  |
|  | WC          | Caroline Dolehide | 6           | 4           | 2           |  |  | 16           | Tatjana Maria  | Tatjana Maria  | 6            | 6            |  |
|  | 16          | Tatjana Maria     | 3           | 6           | 6           |  |  |              |                |                |              |              |  |

### Sezione 4
|  | Primo turno | Primo turno         | Primo turno | Primo turno | Primo turno |  |  | Ultimo turno        | Ultimo turno        | Ultimo turno | Ultimo turno | Ultimo turno |  |
|  |             |                     |             |             |             |  |  |                     |                     |              |              |              |  |
|  | 4           | Duan Yingying       | 7           | 3           | 3           |  |  |                     |                     |              |              |              |  |
|  |             | Elica Kostova       | 65          | 6           | 6           |  |  | Elica Kostova       | Elica Kostova       | 6            | 0            | 0            |  |
|  |             | Francesca Schiavone | 3           | 6           | 6           |  |  | Francesca Schiavone | Francesca Schiavone | 1            | 6            | 6            |  |
|  | 23          | Kateryna Kozlova    | 6           | 1           | 4           |  |  |                     |                     |              |              |              |  |

### Sezione 5
|  | Primo turno | Primo turno        | Primo turno        | Primo turno | Primo turno |  |  | Ultimo turno | Ultimo turno      | Ultimo turno | Ultimo turno | Ultimo turno |  |
|  |             |                    |                    |             |             |  |  |              |                   |              |              |              |  |
|  | 5           | Mandy Minella      | Mandy Minella      | 6           | 6           |  |  |              |                   |              |              |              |  |
|  | WC          | Daniela Hantuchová | Daniela Hantuchová | 2           | 4           |  |  | 5            | Mandy Minella     | 4            | 6            | 6            |  |
|  |             | Tereza Martincová  | 4                  | 6           | 6           |  |  |              | Tereza Martincová | 6            | 4            | 3            |  |
|  | 17          | Naomi Broady       | 6                  | 2           | 3           |  |  |              |                   |              |              |              |  |

### Sezione 6
|  | Primo turno | Primo turno           | Primo turno | Primo turno | Primo turno |  |  | Ultimo turno | Ultimo turno        | Ultimo turno        | Ultimo turno | Ultimo turno |  |
|  |             |                       |             |             |             |  |  |              |                     |                     |              |              |  |
|  | 6           | Natalia Vikhlyantseva | 6           | 4           | 4           |  |  |              |                     |                     |              |              |  |
|  | WC          | Jacqueline Cako       | 4           | 6           | 6           |  |  | WC           | Jacqueline Cako     | Jacqueline Cako     | 2            | 0            |  |
|  |             | Grace Min             | 7           | 4           | 1           |  |  | 15           | Sara Sorribes Tormo | Sara Sorribes Tormo | 6            | 6            |  |
|  | 15          | Sara Sorribes Tormo   | 5           | 6           | 6           |  |  |              |                     |                     |              |              |  |

### Sezione 7
|  | Primo turno | Primo turno      | Primo turno      | Primo turno | Primo turno |  |  | Ultimo turno | Ultimo turno    | Ultimo turno    | Ultimo turno | Ultimo turno |  |
|  |             |                  |                  |             |             |  |  |              |                 |                 |              |              |  |
|  | 7           | Evgenija Rodina  | Evgenija Rodina  | 7           | 6           |  |  |              |                 |                 |              |              |  |
|  |             | Françoise Abanda | Françoise Abanda | 62          | 3           |  |  | 7            | Evgenija Rodina | Evgenija Rodina | 4            | 4            |  |
|  | WC          | Maria Sanchez    | Maria Sanchez    | 2           | 5           |  |  | 13           | Mona Barthel    | Mona Barthel    | 6            | 6            |  |
|  | 13          | Mona Barthel     | Mona Barthel     | 6           | 7           |  |  |              |                 |                 |              |              |  |

### Sezione 8
|  | Primo turno | Primo turno          | Primo turno          | Primo turno | Primo turno |  |  | Ultimo turno | Ultimo turno         | Ultimo turno         | Ultimo turno | Ultimo turno |  |
|  |             |                      |                      |             |             |  |  |              |                      |                      |              |              |  |
|  | 8           | Maria Sakkarī        | 4                    | 6           | 6           |  |  |              |                      |                      |              |              |  |
|  | PR          | Jana Fett            | 6                    | 3           | 4           |  |  | 8            | Maria Sakkarī        | Maria Sakkarī        | 64           | 3            |  |
|  |             | Viktorija Tomova     | Viktorija Tomova     | 2           | 2           |  |  | 21           | Mariana Duque Mariño | Mariana Duque Mariño | 7            | 6            |  |
|  | 21          | Mariana Duque Mariño | Mariana Duque Mariño | 6           | 6           |  |  |              |                      |                      |              |              |  |

### Sezione 9
|  | Primo turno | Primo turno          | Primo turno          | Primo turno | Primo turno |  |  | Ultimo turno | Ultimo turno      | Ultimo turno | Ultimo turno | Ultimo turno |  |
|  |             |                      |                      |             |             |  |  |              |                   |              |              |              |  |
|  | 9           | Risa Ozaki           | Risa Ozaki           | 6           | 6           |  |  |              |                   |              |              |              |  |
|  |             | Verónica Cepede Royg | Verónica Cepede Royg | 4           | 4           |  |  | 9            | Risa Ozaki        | 1            | 6            | 7            |  |
|  |             | Samantha Crawford    | 2                    | 6           | 6           |  |  |              | Samantha Crawford | 6            | 3            | 65           |  |
|  | 22          | Aljaksandra Sasnovič | 6                    | 3           | 2           |  |  |              |                   |              |              |              |  |

### Sezione 10
|  | Primo turno | Primo turno               | Primo turno               | Primo turno | Primo turno |  |  | Ultimo turno | Ultimo turno      | Ultimo turno      | Ultimo turno | Ultimo turno |  |
|  |             |                           |                           |             |             |  |  |              |                   |                   |              |              |  |
|  | 10          | Varvara Lepchenko         | Varvara Lepchenko         | 6           | 6           |  |  |              |                   |                   |              |              |  |
|  | WC          | Anna Karolína Schmiedlová | Anna Karolína Schmiedlová | 1           | 3           |  |  | 10           | Varvara Lepchenko | Varvara Lepchenko | 6            | 6            |  |
|  |             | Lucie Hradecká            | 6                         | 6(1)        | 6           |  |  |              | Lucie Hradecká    | Lucie Hradecká    | 0            | 3            |  |
|  | 24          | Rebecca Šramková          | 2                         | 7           | 2           |  |  |              |                   |                   |              |              |  |

### Sezione 11
|  | Primo turno | Primo turno   | Primo turno   | Primo turno | Primo turno |  |  | Ultimo turno | Ultimo turno  | Ultimo turno  | Ultimo turno | Ultimo turno |  |
|  |             |               |               |             |             |  |  |              |               |               |              |              |  |
|  | 11          | Magda Linette | Magda Linette | 7           | 6           |  |  |              |               |               |              |              |  |
|  |             | Sofia Kenin   | Sofia Kenin   | 5           | 0           |  |  | 11           | Magda Linette | Magda Linette | 6            | 7            |  |
|  |             | Ana Bogdan    | 6             | 2           | 6(1)        |  |  | 18           | Nao Hibino    | Nao Hibino    | 1            | 69           |  |
|  | 18          | Nao Hibino    | 4             | 6           | 7           |  |  |              |               |               |              |              |  |

### Sezione 12
|  | Primo turno | Primo turno        | Primo turno        | Primo turno | Primo turno |  |  | Ultimo turno | Ultimo turno       | Ultimo turno       | Ultimo turno | Ultimo turno |  |
|  |             |                    |                    |             |             |  |  |              |                    |                    |              |              |  |
|  | 12          | Julia Boserup      | Julia Boserup      | 7           | 6           |  |  |              |                    |                    |              |              |  |
|  |             | Asia Muhammad      | Asia Muhammad      | 67          | 4           |  |  | 12           | Julia Boserup      | Julia Boserup      | 5            | 0            |  |
|  |             | Shūko Aoyama       | Shūko Aoyama       | 0           | 2           |  |  | 14           | Patricia Maria Tig | Patricia Maria Tig | 7            | 6            |  |
|  | 14          | Patricia Maria Tig | Patricia Maria Tig | 6           | 6           |  |  |              |                    |                    |              |              |  |